# Восточный (Бийский район)
Восто́чный — посёлок в Бийском районе Алтайского края России. Входит в состав Первомайского сельсовета.

## География
Находится в юго-восточной части края, на юго-западном склоне Бийско-Чумышской возвышенности, в пригородной зоне города Бийска.
Климат
умеренный континентальный. Самый холодный месяц: январь (до −54 °C), самый тёплый: июль (до +39 °C). Годовое количество осадков составляет 450—500 мм.

## История
Посёлок входит в муниципальное образование «Первомайский сельсовет» согласно муниципальной и административно-территориальной реформе 2007 года.

## Население
| 1997 | 1998 | 1999 | 2000 | 2001 | 2002 | 2003 | 2004 | 2005 |
| ---- | ---- | ---- | ---- | ---- | ---- | ---- | ---- | ---- |
| 351  | ↗365 | ↗376 | ↗379 | ↘376 | ↘360 | ↘355 | ↗363 | ↘359 |
| 2006 | 2007 | 2008 | 2009 | 2010 | 2011 | 2012 | 2013 |      |
| ↗373 | ↗380 | ↘332 | ↗338 | ↘331 | ↗334 | ↗338 | ↘335 |      |

национальный состав
Согласно результатам переписи 2002 года, в национальной структуре населения русские составляли 96 % от 352 жителей.

## Инфраструктура
Функционируют: МБОУ Первомайская СОШ, филиал 2, фельдшерско-акушерский пункт, сельский клуб.

## Транспорт
Посёлок доступен по автодороге «Тогульский тракт».